# نادي البسيتين
نادي البُسيتين هو ناد بحريني متعدد الرياضات مقره في البسيتين بجزيرة المُحرّق، تأسس عام 1945. ينافس النادي في رياضات كرة القدم والكرة الطائرة وتنس الطاولة وألعاب المضمار والميدان.

## الألقاب والإنجازات
كأس الإتحاد البحريني
- البطل (1): 2002-03.[2]

دوري الدرجة الأولى البحريني
- البطل (1): 2012-13.[2]

كأس ملك البحرين
- الوصيف (2): 2004،[3] 2010.[4]